# Pablo Larraín
Pablo Larraín Matte (Santiago del Cile, 19 agosto 1976) è un regista, sceneggiatore e produttore cinematografico cileno.

## Biografia
Figlio di due politici conservatori, l'ex presidente dell'Unione Democratica Indipendente Hernán Larraín e la ministra Magdalena Matte, Pablo Larraín, una volta terminato il collegio, studia comunicazione all'Universidad de Artes, Ciencias y Comunicación (UNIACC) di Santiago. Ha fondato "Fabula", una società di produzione audiovisiva e pubblicitaria.
Nel 2005 dirige il suo primo film, Fuga. Nel 2007 realizza la sua seconda opera, Tony Manero, che viene presentato al festival di Cannes e vince numerosi premi tra cui quello di miglior film al Torino Film Festival. Nel 2010 dirige il film Post Mortem, cronaca del golpe cileno del 1973 osservato dal punto di vista di un funzionario dell'obitorio di Santiago. Nel 2012 esce No - I giorni dell'arcobaleno, film sul Plebiscito cileno del 1988. Questo è il terzo film del regista sulla dittatura cilena, a chiudere la trilogia sull'argomento. Il film riceve una nomination agli Oscar nella categoria miglior film straniero.
Nel 2013 è stato membro della giuria della 70ª Mostra internazionale d'arte cinematografica di Venezia. Nel 2014 Larraín viene assunto per dirigere una nuova versione di Scarface, ambientata a Los Angeles. Il film è stato riscritto più volte, passando da Paul Attanasio a David Ayer ed, infine, a Jonathan Herman. Nel 2015 esce Il club, che ha vinto il Gran premio della giuria al Festival internazionale del cinema di Berlino.
Nel 2016 esce Neruda. Presentato in concorso al Festival di Cannes 2016 nella sezione Quinzaine des Réalisateurs, il film si ispira a fatti realmente accaduti a Pablo Neruda e si concentra sul rapporto fra il poeta comunista, fuggito clandestinamente per eludere il carcere, e l'investigatore Óscar Peluchonneau, incaricato del suo arresto.
Nello stesso anno esce Jackie un film biografico, incentrato sulla first lady Jacqueline Bouvier, interpretata da Natalie Portman. La pellicola, presentata in concorso alla 73ª Mostra internazionale d'arte cinematografica di Venezia, si è aggiudicata il premio per la migliore sceneggiatura e ha ricevuto tre candidature ai Premi Oscar nella categoria Miglior colonna sonora, Migliori costumi e Miglior attrice protagonista a Natalie Portman.
Nel 2017 è presidente di giuria del concorso principale al 35° Torino Film Festival.

## Filmografia

### Regista

#### Cinema
- Fuga (2006)
- Tony Manero (2008)
- Post Mortem (2010)
- No - I giorni dell'arcobaleno (No) (2012)
- Il club (El club) (2015)
- Neruda (2016)
- Jackie (2016)
- Ema (2019)
- Spencer (2021)
- El Conde (2023)
- Maria (2024)

#### Televisione
- Homemade - serie TV, episodio 1x04 (2020)
- La storia di Lisey - miniserie TV (2021)

### Sceneggiatore
- Fuga (2006)
- Tony Manero (2008)
- Post Mortem (2010)
- Il club (El club) (2015)
- El Conde (2023)

### Produttore
- La vida me mata (2007)
- Grado 3 (2009)
- Ulises, regia di Óscar Godoy (2011)
- 4:44 - Ultimo giorno sulla terra (4:44 Last Day on Earth), regia di Abel Ferrara (2011)
- El año del tigre, regia di Sebastián Lelio (2011)
- Joven y Alocada, regia di Marialy Rivas (2012)
- No - I giorni dell'arcobaleno (No), regia di Pablo Larraín (2012)
- Gloria, regia di Sebastián Lelio (2013)
- Crystal Fairy & the Magical Cactus and 2012, regia di Sebastián Silva (2013)
- Nasty Baby, regia di Sebastián Silva (2015)
- Il club (El club), regia di Pablo Larraín (2015)
- Una donna fantastica (Una mujer fantástica), regia di Sebastián Lelio (2017)
- Gloria Bell, regia di Sebastián Lelio (2018)
- Homeless, regia di Jorge Campusano, José Ignacio Navarro e Santiago O'Ryan (2019)
- La storia di Lisey (Lisey's Story), regia di Pablo Larraín (2021) - produttore esecutivo
- Distanza di sicurezza (Distancia de rescate), regia di Claudia Llosa (2021)
- Sayen - La cacciatrice (Sayen: La Cazadora), regia di Alexander Witt (2023)
- M. Il figlio del secolo, regia di Joe Wright – miniserie TV (2025)

## Premi
- Torino Film Festival (2008): miglior film (Tony Manero)
- Festival Internacional del Nuevo Cine Latinoamericano de La Habana (2008): Grand Coral (Tony Manero)
- Festival Internazionale di Varsavia (2008): premio speciale della guria (Tony Manero)
- Festival del Cinema di Istanbul (2009): miglior film (Tony Manero)
- International Film Festival Rotterdam (2009): premio KNF (Tony Manero)
- Festival internazionale del cinema di Berlino (2015): Orso d'argento, gran premio della giuria (Il club)
- Festival di Venezia (2021): In concorso per il Leone d'oro al miglior film (Spencer)
- Festival di Venezia (2023)
  - Premio Osella per la migliore sceneggiatura (El Conde)
  - In concorso per il Leone d'oro al miglior film